# Choisy-au-Bac
Choisy-au-Bac é uma comuna francesa na região administrativa de Altos da França, no departamento de Oise. Estende-se por uma área de 15,86 km². Em 2010 a comuna tinha 3 387 habitantes (densidade: 213,6 hab./km²).